# Bevermeer
Bevermeer is een landgoed in de gemeente Zevenaar, in de Nederlandse provincie Gelderland.
Het landgoed ligt ten zuiden van de stad Doesburg nabij het dorp Angerlo en beslaat zo'n 20ha. Het sluit aan op het Broekhuizerwater en de Oude IJssel. Het "Gemaal Bevermeer" pompt water uit de Didamsche Wetering naar het Broekhuizerwater, dat bij Doesburg uitmondt in de IJssel. 
Het natuurreservaat Bevermeer is in beheer bij de Vereniging Natuurmonumenten. Het is een van de drie deelgebieden van Natuurgebied Montferland. Het is niet toegankelijk.
Stad: Zevenaar      Dorpen: Aerdt · Angerlo · Babberich · Giesbeek · Herwen · Lathum · Lobith · Oud-Zevenaar · Pannerden · Spijk · Tolkamer

Buurtschappen: Aerdenburg · Bahr · Bevermeer · Bingerden · Geitenwaard · Holthuizen · Kijfwaard · Kwartier · Ooy · Oud-Dijk (deels) · Tuindorp · Veldhuizen · Zweekhorst

Voormalige gemeenten: Angerlo · Rijnwaarden

Gelderland: Steden en dorpen in Gelderland      Nederland: Provincies · Gemeenten